# Ctenusa zulu
Ctenusa zulu là một loài bướm đêm trong họ Noctuidae.